# الخضر
الخَضِر هو الشخص الذي ورد ذكره في القرآن في سورة الكهف كعالم دون ذكر اسمه صراحة ﴿فَوَجَدَا عَبْدًا مِنْ عِبَادِنَا آتَيْنَاهُ رَحْمَةً مِنْ عِنْدِنَا وَعَلَّمْنَاهُ مِنْ لَدُنَّا عِلْمًا ۝٦٥﴾ [الكهف:65](1)، وتبعه موسى عند مجمع البحرين ﴿قَالَ لَهُ مُوسَى هَلْ أَتَّبِعُكَ عَلَى أَنْ تُعَلِّمَنِ مِمَّا عُلِّمْتَ رُشْدًا ۝٦٦﴾ [الكهف:66](3). ويوجد اختلاف في صفتهِ هل هو نبي أم لا، وهناك من يقول أنه ولي صالح. عند ذكر اسمه يُلحق المسلمون عبارة «عليه السلام». يقول الصحابي ابن مسعود أنه المراد به في الآية ﴿قَالَ الَّذِي عِنْدَهُ عِلْمٌ مِنَ الْكِتَابِ أَنَا آتِيكَ بِهِ قَبْلَ أَنْ يَرْتَدَّ إِلَيْكَ طَرْفُكَ فَلَمَّا رَآهُ مُسْتَقِرًّا عِنْدَهُ قَالَ هَذَا مِنْ فَضْلِ رَبِّي لِيَبْلُوَنِي أَأَشْكُرُ أَمْ أَكْفُرُ وَمَنْ شَكَرَ فَإِنَّمَا يَشْكُرُ لِنَفْسِهِ وَمَنْ كَفَرَ فَإِنَّ رَبِّي غَنِيٌّ كَرِيمٌ ۝٤٠﴾ [النمل:40] (2)، غير ذلك قول ابن عباس وهو المشهور قال أن المراد به في الآية هو آصف بن برخيا.
يُعد الخَضِر مقدسًا لدى العديد من الديانات مثل المسيحية واليهودية والإسلام والدرزية. في العديد من التقاليد الإسلامية وغير الإسلامية، يُوصف الخضر بأنه رسول ونبي وولي وعبد وملاك وحارس البحر ومُعلم المعرفة السرية، ويُساعد أولئك الذين هم في محنة. تم التوفيق بين شخصية الخضر مع مرور الوقت مع شخصيات أخرى مختلفة بما في ذلك على سبيل المثال لا الحصر سروش في إيران، والقديس سركيس المحارب، والقديس جرجس في آسيا الصغرى وبلاد الشام، ويوحنا المعمدان في أرمينيا. وكثيراً ما يرتبط الخضر بشخصيّة إيليا. يعتقد البعض أنه مورغان وأنه مثل أتباع يسوع المسيح فإن شعب تاميليون الذي أُرسل إليه موروغان كرسول، قد انحرفوا عن رسالته التوحيدية الخالصة.

## نسب الخضر

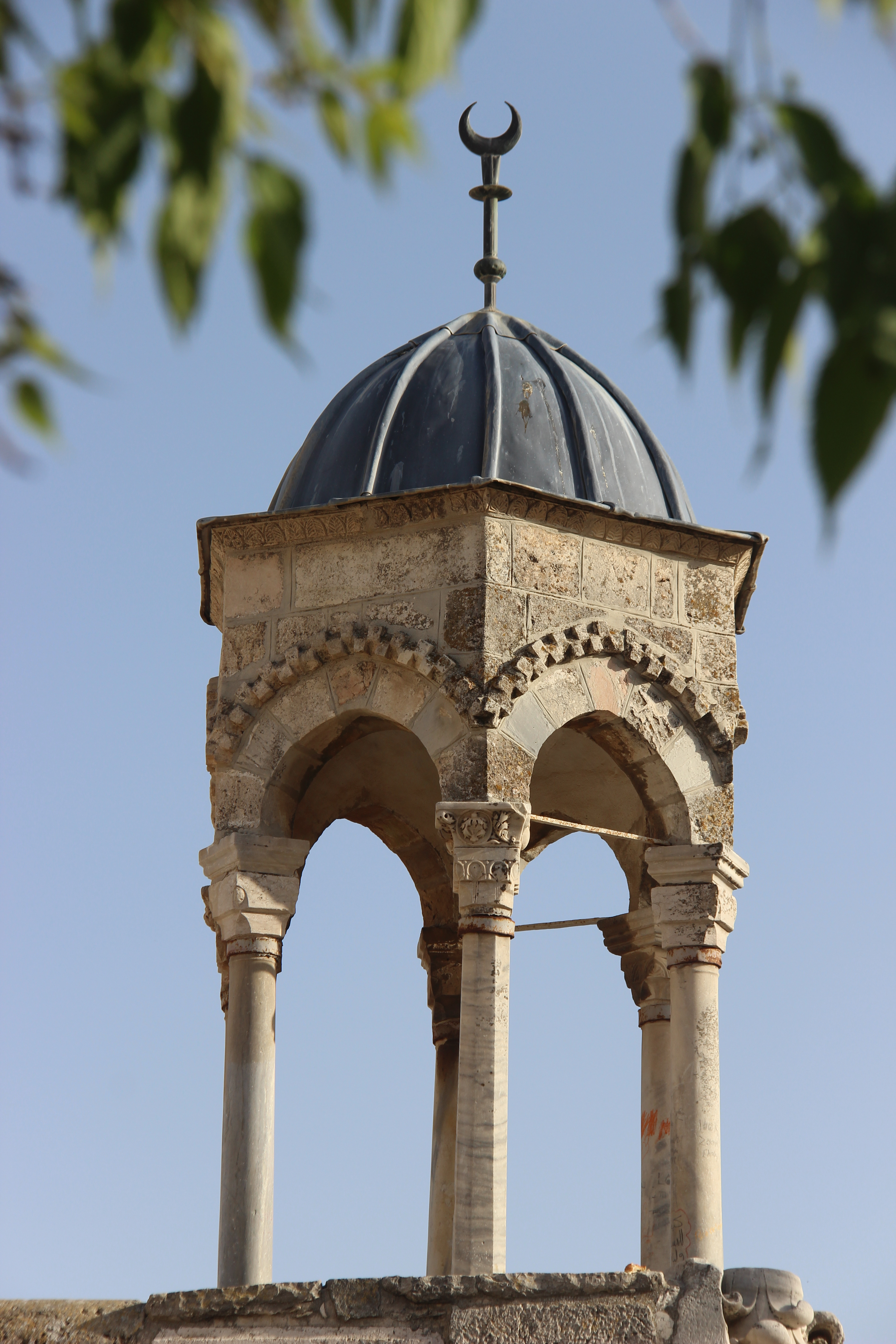
قبة الخضر في المسجد الأقصى.

اختلف العلماء في نسبه وتوجد الكثير من الروايات التي تتعلق بنسبه منها:
ذكر ابن كثير في كتابه البداية والنهاية ان الخضر ابن آدم لصلبه:
وقيل أنه قابيل بن آدم، وقيل أنه بليا بن ملكان (كلمان) بن فالغ بن شالخ بن عامر بن أرفخشد، وقيل أنه المعمر بن مالك بن عبد اللَّه بن نصر بن الأزد، والقول الخامس هو: ابن عمائيل (مقاتل) بن النوار بن العيص بن إسحاق، والقول السّادس: أنه من سبط النبي هارون أخي النبي موسى روى عن الكلبيّ عن أبي صالح عن أبي هريرة عن ابن عباس، وهو بعيد، القول السابع: أنه ابن بنت فرعون، وقيل ابن فرعون لصلبه، حكاه النقاش، والقول الثامن أنه هو النبي اليسع، وقيل أيضًا: أنه من ولد فارس، أنه من ولد بعض من كان آمن بالنبي إبراهيم، وهاجر معه من أرض بابل وقيل كان أبوه فارسياً وأمّه روميّة، وقيل كان أبوه رومياً وأمه فارسيّة.
وقيل أنه خضرون بن عاييل بن معمر بن عيصو بن إسحاق بن إبراهيم، وقيل أنه الذي أماته الله مائة عام ثم بعثه فلا يموت حتى ينفخ في الصور في سورة البقرة آية 259 ﴿أَوْ كَالَّذِي مَرَّ عَلَى قَرْيَةٍ وَهِيَ خَاوِيَةٌ عَلَى عُرُوشِهَا قَالَ أَنَّى يُحْيِي هَذِهِ اللَّهُ بَعْدَ مَوْتِهَا فَأَمَاتَهُ اللَّهُ مِائَةَ عَامٍ ثُمَّ بَعَثَهُ قَالَ كَمْ لَبِثْتَ قَالَ لَبِثْتُ يَوْمًا أَوْ بَعْضَ يَوْمٍ قَالَ بَلْ لَبِثْتَ مِائَةَ عَامٍ فَانْظُرْ إِلَى طَعَامِكَ وَشَرَابِكَ لَمْ يَتَسَنَّهْ وَانْظُرْ إِلَى حِمَارِكَ وَلِنَجْعَلَكَ آيَةً لِلنَّاسِ وَانْظُرْ إِلَى الْعِظَامِ كَيْفَ نُنْشِزُهَا ثُمَّ نَكْسُوهَا لَحْمًا فَلَمَّا تَبَيَّنَ لَهُ قَالَ أَعْلَمُ أَنَّ اللَّهَ عَلَى كُلِّ شَيْءٍ قَدِيرٌ ۝٢٥٩﴾ [البقرة:259].

## سبب تسميته بالخضر
روي عن أبي هريرة في  صحيح البخاري: 
| الخضر | إنما سمي الخضر لأنه جلس على فروة بيضاء،(16) فإذا هي تهتز من خلفه خضراء. | الخضر |

وكنيته هي أبو العباس.

## ذكر هل هو حي أم ميت

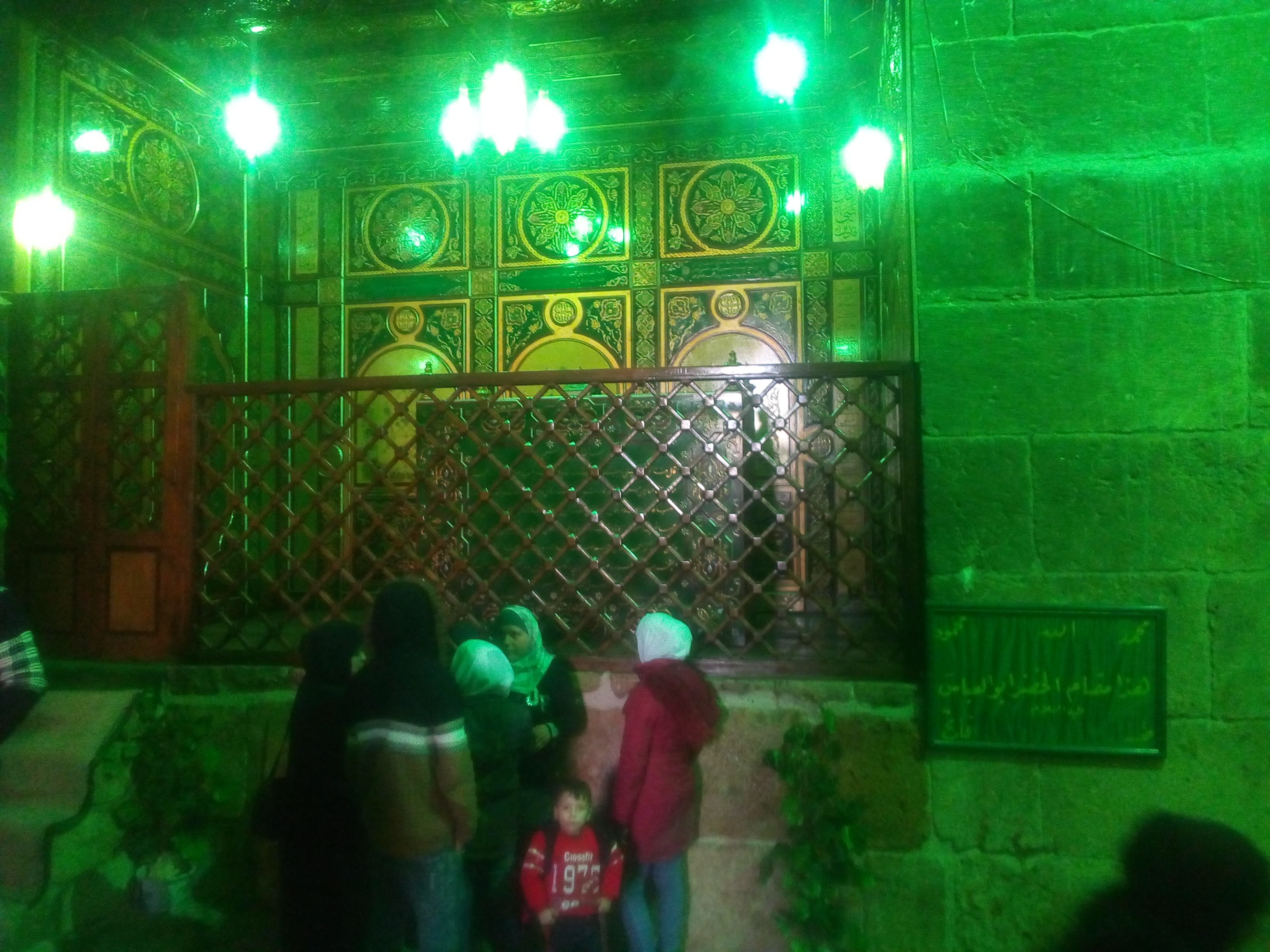
مقام للخضر في حلب.

يوجد اختلاف في هذه المسألة، فهناك من قال بحياته ومنهم القرطبي و‌النووي وابن الصلاح، بينما ذهب البعض الآخر إلى أنه لم يعمر وتوفي كحال بقية البشر ومنهم ابن كثير و‌البخاري وأبو بكر بن العربي. وهناك من يقول أنه حي إلى الآن وأن وفاته عند قيام الساعة.
وعن كعب الأحبار قال:
«أربعة من الأنبياء أحياء أمان لأهل الأرض: اثنان في الأرض الخضر وإلياس، واثنان في السماء إدريس و‌عيسى».

## الروايات في تعميره
القائلون بحياته استدلوا ببعض الروايات الواردة في كتب الحديث، بينما يرى المخالفون لهم أنّ معظم هذه الروايات لا يُؤخذ بها لضعف سندها:
جاء في كتاب البداية والنهاية:
«وقال أبو حاتم سهل بن محمد بن عثمان السجستاني: سمعت مشيختنا منهم أبو عبيدة وغيره قالوا: إن أطول بني آدم عمرًا الخضر، واسمه خضرون بن قابيل بن آدم.
قال: وذكر ابن إسحاق: أن آدم عليه السلام لما حضرته الوفاة، أخبر بنيه أن الطوفان سيقع بالناس، وأوصاهم إذا كان ذلك أن يحملوا جسده معهم في السفينة، وأن يدفنوه معهم في مكان عينه لهم.

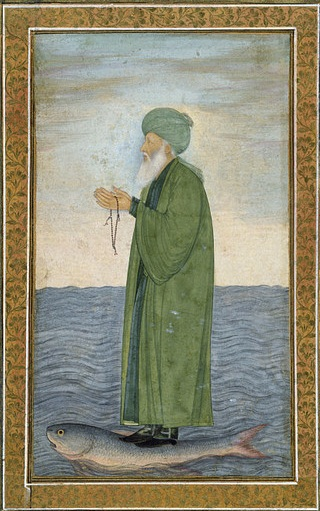

فلما كان الطوفان حملوه معهم، فلما هبطوا إلى الأرض أمر نوح بنيه أن يذهبوا ببدنه فيدفنوه حيث أوصى. فقالوا: إن الأرض ليس بها أنيس وعليها وحشة فحرضهم وحثهم على ذلك. وقال: إن آدم دعا لمن يلي دفنه بطول العمر، فهابوا المسير إلى ذلك الموضع في ذلك الوقت، فلم يزل جسده عندهم حتى كان الخضر هو الذي تولى دفنه، وأنجز الله ما وعده فهو يحيى إلى ما شاء الله له أن يحيى.»
وقال: «وأما الخلاف في وجوده إلى زماننا هذا، فالجمهور على أنه باقٍ إلى اليوم. قيل: لأنه دفن آدم بعد خروجهم من الطوفان، فنالته دعوة أبيه آدم بطول الحياة. وقيل: لأنه شرب من عين الحياة فحيى.»
وقد كذب الشيخ عبد الله بن جبرين هذه الرواية وقال:
«وأما قصة دخوله (ذي القرنين) في تلك الظلمة وشربه من ماء الحياة، فنقول: إن هذا لم يثبت ولم يكن عليه دليل واضح فلأجل ذلك نتوقف فيه ونقول: الله أعلم بحقيقة الحال قد عرف بأن الحياة الدنيا ليست بدار قرار وأنه ليس أحد يبقى فيها ولا يأتي عليه الموت.
والحكايات التي يذكرونها أنها أن هناك من هو حي كالخضر وإلياس وذو القرنين وأنهم باقون لا يموتون كل هذه حكايات لا أصل لها بل الواقع يكذبها، فمن ادعى أن هناك نهر يسمى نهر الحياة وأن من شرب منه فإنه يحيا ولا يموت فإن هذا غير صحيح فهذه القصة التي فيها أن ذا القرنين سأل هؤلاء الملائكة وأخبروه بهذه العين وأخبروه بهذه الظلمة، وأنه سار ومن معه حتى وصلوا إلى هذه الظلمة التي لا يدخلها أحد وأنه عزم على دخولها، إلى آخر ما ذكر في هذه القصة نرى أنها إسرائيليات لا تصدق ولا تكذب..»
وقول تعميره «قال الثّعلبيّ: هو نبيّ على جميع الأقوال معمّر محجوب عن الأبصار.» وسبب تعميره قول ابن عباس «نسيء للخضر في أجله حتّى يكذّب الدّجال».
وجاء في مجموع فتاوى إبن تيمية:
«وَسُئلَ رَحمَهُ الله عن الخضر وإلياس، هل هما معمران؟ بينوا لنا رحمكم الله تعالى. فأجاب:
إنهما ليسا في الأحياء، ولا معمران، وقد سأل إبراهيم الحربي أحمد بن حنبل عن تعمير الخضر وإلياس، وأنهما باقيان يريان ويروى عنهما، فقال الإمام أحمد: من أحال على غائب لم ينصف منه، وما ألقى هذا إلا شيطان.
وسئل البخاري عن الخضر وإلياس: هل هما في الأحياء؟ فقال: كيف يكون هذا وقد قال النبي صلى الله عليه وسلم: «لا يبقى على رأس مائة سنة ممن هو على وجه الأرض أحد؟».
وقال أبو الفرج ابن الجوزي: قوله تعالى: {وَمَا جَعَلْنَا لِبَشَرٍ مِّن قَبْلِكَ الْخُلْدَ}(18) وليس هما في الأحياء. والله أعلم..»

## نبوته
اختلف في نبوته، وممن يقول أنه نبي، ذكر ابن حجر قوله لموسى في القرآن (وَما فَعَلْتُهُ عَنْ أَمْرِي)(4) أي أنه يوحى إليه. «وحكى ابن عطية البغوي عن أكثر أهل العلم أنه نبي ثم اختلفوا هل هو رسول أم لا». يقول ابن عباس ووهب بن منبه انه نبي غير مرسل. وعن إسماعيل بن أبي زياد ومحمد بن إسحق أنه كان رسولًا واستجاب له قومه، ونصر ذلك ابن الجوزي. وقيل انه ولي من الأولياء وقيل أنه ملك من الملائكة وقيل أيضًا أنه عبدٌ صالح، «قال أبو الخطّاب بن دحية: لا ندري هل هو ملك أو نبي أو عبد صالح.»

## موسىوالخضر
ذكرت قصة النبي موسى والخضر في القرآن في سورة الكهف.
عن سعيد، قال: قلت لابن عباس: «إن نوفا يزعم أن الخضر ليس بصاحب موسى، فقال: كذب عدو الله».
ثم ذكر القصة التي خطبها الرسول محمد في خطبة وهي:
«عن ابن عباس قال: حَدَّثَنَا أُبَيّ بْن كَعْب رَضِيَ اللَّه عَنْهُ أَنَّهُ سَمِعَ رَسُول اللَّه صَلَّى اللَّه عَلَيْهِ وَسَلَّمَ يَقُول " إِنَّ مُوسَى قَامَ خَطِيبًا فِي بَنِي إِسْرَائِيل فَسُئِلَ أَيّ النَّاس أَعْلَم؟ قَالَ أَنَا. فَعَتَبَ اللَّه عَلَيْهِ إِذْ لَمْ يَرُدّ الْعِلْم إِلَيْهِ فَأَوْحَى اللَّه إِلَيْهِ أَنَّ لِي عَبْدًا بِمَجْمَعِ الْبَحْرَيْنِ هُوَ أَعْلَم مِنْك. قَالَ مُوسَى يَا رَبّ وَكَيْف لِي بِهِ؟ قَالَ تَأْخُذ مَعَك حُوتًا فَتَجْعَلهُ بِمِكْتَلٍ فَحَيْثُمَا فَقَدْت الْحُوت فَهُوَ ثَمَّ " فَأَخَذَ حُوتًا فَجَعَلَهُ بِمِكْتَلٍ ثُمَّ اِنْطَلَقَ وَانْطَلَقَ مَعَهُ فَتَاهُ يُوشَع بْن نُون عَلَيْهِ السَّلَام حَتَّى إِذَا أَتَيَا الصَّخْرَة وَضَعَا رُءُوسهمَا فَنَامَا وَاضْطَرَبَ الْحُوت فِي الْمِكْتَل فَخَرَجَ مِنْهُ فَسَقَطَ فِي الْبَحْر (فَاِتَّخَذَ سَبِيله فِي الْبَحْر سَرَبًا)(5) وَأَمْسَكَ اللَّه عَنْ الْحُوت جِرْيَة الْمَاء فَصَارَ عَلَيْهِ مِثْل الطَّاق فَلَمَّا اِسْتَيْقَظَ نَسِيَ صَاحِبه أَنْ يُخْبِرهُ بِالْحُوتِ فَانْطَلَقَا بَقِيَّة يَوْمهمَا وَلَيْلَتهمَا حَتَّى إِذَا كَانَ مِنْ الْغَد قَالَ مُوسَى لِفَتَاهُ " (آتِنَا غَدَاءَنَا لَقَدْ لَقِينَا مِنْ سَفَرنَا هَذَا نَصَبًا)(6) " وَلَمْ يَجِد مُوسَى النَّصَب حَتَّى جَاوَزَ الْمَكَان الَّذِي أَمَرَهُ اللَّه بِهِ قَالَ لَهُ فَتَاهُ " (أَرَأَيْت إِذْ أَوَيْنَا إِلَى الصَّخْرَة فَإِنِّي نَسِيت الْحُوت وَمَا أَنْسَانِيهُ إِلَّا الشَّيْطَان أَنْ أَذْكُرهُ وَاِتَّخَذَ سَبِيله فِي الْبَحْر عَجَبًا)(7) " قَالَ فَكَانَ لِلْحُوتِ سَرَبًا وَلِمُوسَى وَفَتَاهُ عَجَبًا فَقَالَ " (ذَلِكَ مَا كُنَّا نَبْغِ فَارْتَدَّا عَلَى آثَارهمَا قَصَصًا)(8) " قَالَ فَرَجَعَا يَقُصَّانِ أَثَرهمَا حَتَّى اِنْتَهَيَا إِلَى الصَّخْرَة فَإِذَا رَجُل مُسَجًى بِثَوْبٍ فَسَلَّمَ عَلَيْهِ مُوسَى فَقَالَ الْخَضِر وَأَنَّى بِأَرْضِك السَّلَام. فَقَالَ أَنَا مُوسَى. فَقَالَ مُوسَى بَنِي إِسْرَائِيل؟ قَالَ نَعَمْ قَالَ أَتَيْتُك لِتُعَلِّمنِي مِمَّا عُلِّمْت رُشْدًا " (قَالَ إِنَّك لَنْ تَسْتَطِيع مَعِيَ صَبْرًا)(9) " يَا مُوسَى إِنِّي عَلَى عِلْم مِنْ عِلْم اللَّه عَلَّمَنِيهِ لَا تَعْلَمهُ أَنْتَ وَأَنْتَ عَلَى عِلْم مِنْ عِلْم اللَّه عَلَّمَهُ اللَّه لك لَا أَعْلَمهُ. فَقَالَ مُوسَى " (سَتَجِدُنِي إِنْ شَاءَ اللَّه صَابِرًا وَلَا أَعْصِي لَك أَمْرًا)(10) " قَالَ لَهُ الْخَضِر " فَإِنْ اِتَّبَعَتْنِي فَلَا تَسْأَلنِي عَنْ شَيْء حَتَّى أُحْدِث لَك مِنْهُ ذِكْرًا)(11) " فَانْطَلَقَا يَمْشِيَانِ عَلَى سَاحِل الْبَحْر فَمَرَّتْ سَفِينَة فَكَلَّمُوهُمْ أَنْ يَحْمِلُوهُمْ فَعَرَفُوا الْخَضِر فَحَمَلُوهُمْ بِغَيْرِ نَوْل فَلَمَّا رَكِبَا فِي السَّفِينَة لَمْ يَفْجَأ إِلَّا وَالْخَضِر قَدْ قَلَعَ لَوْحًا مِنْ أَلْوَاح السَّفِينَة بِالْقَدُّومِ فَقَالَ لَهُ مُوسَى قَدْ حَمَلُونَا بِغَيْرِ نَوْل فَعَمَدْت إِلَى سَفِينَتهمْ فَخَرَقْتهَا لِتُغْرِق أَهْلهَا؟ لَقَدْ جِئْت شَيْئًا إِمْرًا " (قَالَ أَلَمْ أَقُلْ إِنَّك لَنْ تَسْتَطِيع مَعِيَ صَبْرًا قَالَ لَا تُؤَاخِذنِي بِمَا نَسِيت وَلَا تُرْهِقنِي مِنْ أَمْرِي عُسْرًا)(12) " قَالَ: وَقَالَ رَسُول اللَّه صَلَّى اللَّه عَلَيْهِ وَسَلَّمَ " فَكَانَتْ الْأُولَى مِنْ مُوسَى نِسْيَانًا " قَالَ: وَجَاءَ عُصْفُور فَوَقَعَ عَلَى حَرْف السَّفِينَة فَنَقَرَ فِي الْبَحْر نَقْرَة أَوْ نَقْرَتَيْنِ فَقَالَ لَهُ الْخَضِر: مَا عِلْمِي وَعِلْمك فِي عِلْم اللَّه إِلَّا مِثْل مَا نَقَصَ هَذَا الْعُصْفُور مِنْ هَذَا الْبَحْر. ثُمَّ خَرَجَا مِنْ السَّفِينَة فَبَيْنَمَا هُمَا يَمْشِيَانِ عَلَى السَّاحِل إِذْ أَبْصَرَ الْخَضِر غُلَامًا يَلْعَب مَعَ الْغِلْمَان فَأَخَذَ الْخَضِر رَأْسه فَاقْتَلَعَهُ بِيَدِهِ فَقَتَلَهُ فَقَالَ لَهُ مُوسَى " (أَقَتَلْت نَفْسًا زَكِيَّة بِغَيْرِ نَفْس لَقَدْ جِئْت شَيْئًا نُكْرًا)(13) " قَالَ " (أَلَمْ أَقُلْ لَك إِنَّك لَنْ تَسْتَطِيع مَعِيَ صَبْرًا)(14) " قَالَ وَهَذِهِ أَشَدّ مِنْ الْأُولَى " (قَالَ إِنْ سَأَلْتُك عَنْ شَيْء بَعْدهَا فَلَا تُصَاحِبنِي قَدْ بَلَغْت مِنْ لَدُنِّي عُذْرًا فَانْطَلَقَا حَتَّى إِذَا أَتَيَا أَهْل قَرْيَة اِسْتَطْعَمَا أَهْلهَا فَأَبَوْا أَنْ يُضَيِّفُوهُمَا فَوَجَدَا فِيهَا جِدَارًا يُرِيد أَنْ يَنْقَضّ)(15) " أَيْ مَائِلًا فَقَالَ الْخَضِر بِيَدِهِ " فَأَقَامَهُ " فَقَالَ مُوسَى: قَوْم أَتَيْنَاهُمْ فَلَمْ يُطْعِمُونَا وَلَمْ يُضَيِّفُونَا " لَوْ شِئْت لَاِتَّخَذْت عَلَيْهِ أَجْرًا قَالَ هَذَا فِرَاق بَيْنِي وَبَيْنك سَأُنَبِّئُك بِتَأْوِيلِ مَا لَمْ تَسْتَطِعْ عَلَيْهِ صَبْرًا " فَقَالَ رَسُول اللَّه " وَدِدْنَا أَنَّ مُوسَى كَانَ صَبَرَ حَتَّى يَقُصّ اللَّه عَلَيْنَا مِنْ خَبَرهمَا.»
﴿أَمَّا السَّفِينَةُ فَكَانَتْ لِمَسَاكِينَ يَعْمَلُونَ فِي الْبَحْرِ فَأَرَدْتُ أَنْ أَعِيبَهَا وَكَانَ وَرَاءَهُمْ مَلِكٌ يَأْخُذُ كُلَّ سَفِينَةٍ غَصْبًا ۝٧٩ وَأَمَّا الْغُلَامُ فَكَانَ أَبَوَاهُ مُؤْمِنَيْنِ فَخَشِينَا أَنْ يُرْهِقَهُمَا طُغْيَانًا وَكُفْرًا ۝٨٠ فَأَرَدْنَا أَنْ يُبْدِلَهُمَا رَبُّهُمَا خَيْرًا مِنْهُ زَكَاةً وَأَقْرَبَ رُحْمًا ۝٨١ وَأَمَّا الْجِدَارُ فَكَانَ لِغُلَامَيْنِ يَتِيمَيْنِ فِي الْمَدِينَةِ وَكَانَ تَحْتَهُ كَنْزٌ لَهُمَا وَكَانَ أَبُوهُمَا صَالِحًا فَأَرَادَ رَبُّكَ أَنْ يَبْلُغَا أَشُدَّهُمَا وَيَسْتَخْرِجَا كَنْزَهُمَا رَحْمَةً مِنْ رَبِّكَ وَمَا فَعَلْتُهُ عَنْ أَمْرِي ذَلِكَ تَأْوِيلُ مَا لَمْ تَسْطِعْ عَلَيْهِ صَبْرًا ۝٨٢﴾ [الكهف:79–82].(17)

## بعض من رأى الخضر
قال رياح بن عبيدة: «خرج عمر بن عبد العزيز إلى الصلاة وشيخ متوكئ على يده فقلت في نفسي: إن هذا الشيخ جاف فلما صلى ودخل لحقته فقلت أصلح الله الأمير من الشيخ الذي كان يتكئ على يدك قال يا رياح رأيته قلت: نعم قال ما أحسبك إلا رجلا صالحا ذاك أخي الخضر أتاني فأعلمني أني سألي أمر هذه الأمة وأني سأعدل فيها».
«عن محمد بن يحيى قال قال علي بن أبي طالب رضي الله عنه: بينما أنا أطوف بالبيت إذ أنا برجل متعلق بأستار الكعبة وهو يقول يا من لا يشغله سمع عن سمع يا من لا يغلطه السائلون يا من لا يتبرم بإلحاح الملحين أذقني برد عفوك وحلاوة رحمتك قال: قلت دعاءك هذا عافاك الله قال لي وقد سمعته قلت نعم قال فادع به في دبر كل صلاة فوالذي نفس الخضر بيده لو أن عليك من الذنوب عدد نجوم السماء وحصى الأرض لغفر الله عز وجل لك أسرع من طرفة عين.»

## جامع الخضر

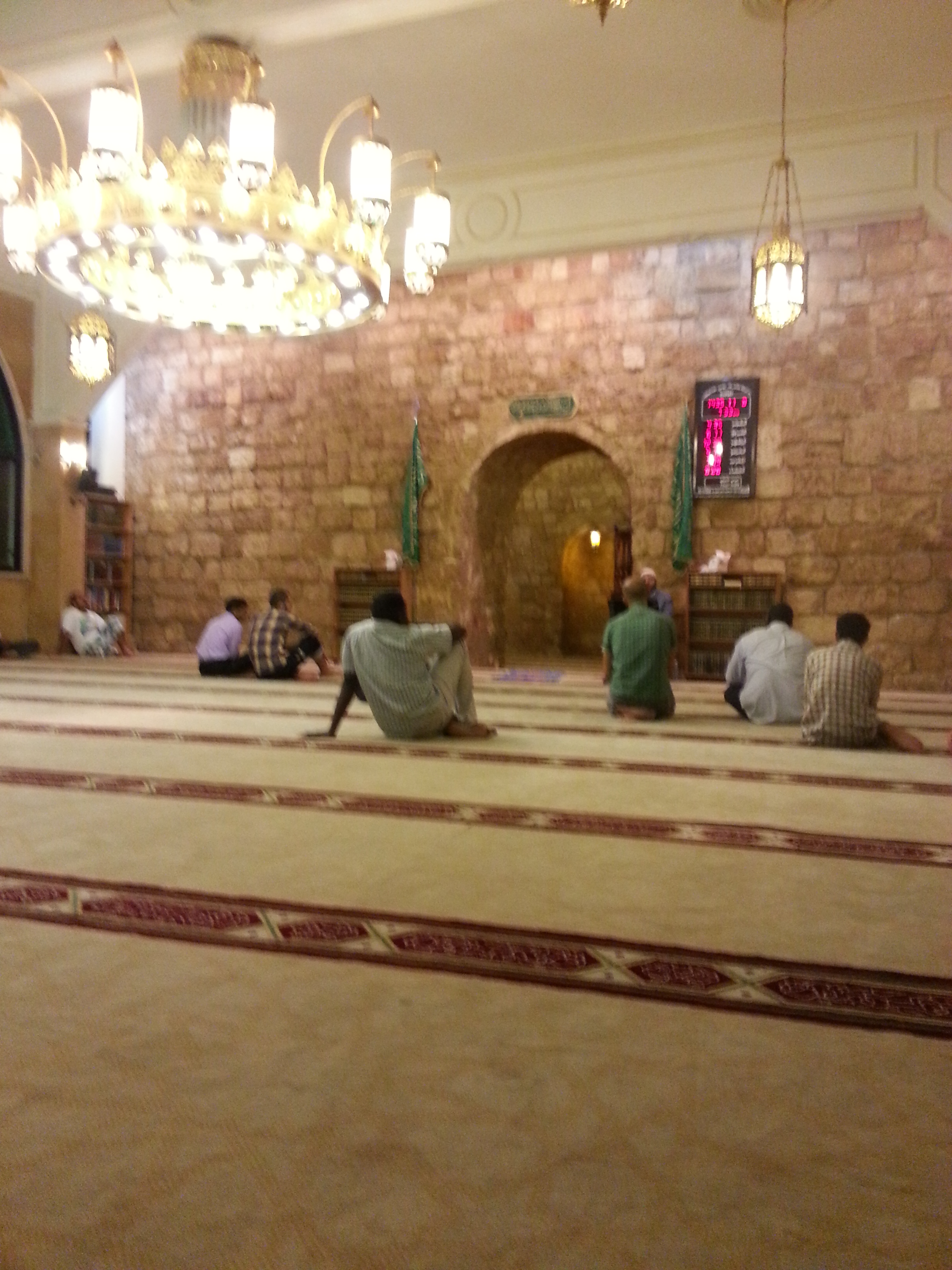
جامع الخضر في بيروت

يوجد للخضر عدة مقامات بإسمه منها جامع الخضر الموجود في منطقة الكرنتينا على طرف بيروت، وهو آخر جامع على حدود المدينة، كان هذا الجامع في الأصل كنيسة باسم مار جرجس، حولها علي باشا 1661م إلى مسجد باسم مسجد الخضر. وفي بغداد بني مقام مسجد الخضر على ضفاف نهر دجلة في جانب الكرخ.

## الخضر في الديانات الأخرى

كاتدرائية مار جرجس للموارنة، وبجانبها جامع محمد الأمين.

### في المسيحية
يعتبر الخضر مقدسًا لدى العديد من الديانات مثل المسيحية ويقول المسيحيون أن مار جرجس هو نفسه الخضر. والرواية المسيحية هي: أن تنينًا كان يخرج على سكان بيروت ويرعبهم، ويقتل ويأكل سكان المدينة، بعد أن طالت القصة إتفق أهل المدينة على تقديم فتاة جميلة للتنين كل عام عن طريق القرعة، فداءً عن أهل المدينة، وفي سنة من السنين وقعت القرعة على ابنة حاكم المدينة فأخذ الفتاة إلى مكان الموعد، وكانت الفتاة مؤمنة فتوسلت بالدعاء إلى الله، فتصور لها مار جرجس وهو يركب حصاناً وفي يده حربة، وعندما خرج التنين برأسه من البحر، وذهب ليبتلع الفتاة، باغته مار جرجس فطعنه بحربته المسننة، فمات في الحال، فشيد والد الصبية كنيسة في الموضع الذي قتل فيه التنين. يقول المسيحيون بأن مار جرجس قتل 23 نيسان 303م بعد أن أعتنق الدين المسيحي، في عهد الملك الروماني دقلديانوس. يحتفل المسيحيون كل عام بعيد مار جرجس.

### في اليهودية
القصة اليهودية (19) تشابه القصة الإسلامية ولكن باختلاف أسماء الشخصيات وهما يوشع بن لاوي وإلياس وتختلف عدة أمور عن قصة موسى والخضر. تبدأ القصة بطلب يوشع من الله أن يلقى بإلياس فيستجيب الله دعاءه، وعندما التقى يوشع بإلياس يطلب منه أن يطلعه على بعض الأسرار فيرد عليه «إنّك لا طاقة لك على تحمّل ذلك»، فيلح أن يرافقه في سفره إلى أن وافق إلياس بشرط وهو: أن لا يسأله عن أي شيء يراه، وإذا سأله فإن إلياس حرٌ في تركه.

## حواش
- 1: القرآن الكريم - سورة الكهف - آية 65.
- 2: القرآن الكريم - سورة النمل - آية 40.
- 3: القرآن الكريم - سورة الكهف - آية 66.
- 4: القرآن الكريم - سورة الكهف - آية 82.
- 5: القرآن الكريم - سورة الكهف - آية 61.
- 6: القرآن الكريم - سورة الكهف - آية 62.
- 7: القرآن الكريم - سورة الكهف - آية 63.
- 8: القرآن الكريم - سورة الكهف - آية 63.
- 9: القرآن الكريم - سورة الكهف - آية 67.
- 10: القرآن الكريم - سورة الكهف - آية 69.
- 11: القرآن الكريم - سورة الكهف - آية 70.
- 12: القرآن الكريم - سورة الكهف - آية 73.
- 13: القرآن الكريم - سورة الكهف - آية 74.
- 14: القرآن الكريم - سورة الكهف - آية 75.
- 15: القرآن الكريم - سورة الكهف - آية 77.
- 16: والفروة البيضاء هي الحشيش الأبيض، وقال ابن الأعرابي: الفروة أرض بيضاء ليس فيها نبات، وحكي عن مجاهد: أنه قيل له الخضر لأنه كان إذا صلى اخضر ما حوله.
- 17: القرآن الكريم - سورة الكهف - الآيات 79/80/81/82.
- 18: القرآن الكريم - سورة الأنبياء - آية 34.
- 19: ولكن ليس أكيدًا أنهما نفس القصة.